# Асуман Бейтоп
Доктор Асуман Бейтоп (27 березня 1920 — 18 лютого 2015) — турецький ботанік, колекціонер рослин, фармаколог та педагог, відома своїми дослідженнями лікувальних властивостей флори Туреччини. У 1964 році вона заснувала кафедру фармацевтичної ботаніки в Стамбульському університеті та заснувала гербарій кафедри, куди внесла понад 23000 зразків. Також вона відома тим, що описала кілька видів крокусів, а на її честь названі види Allium baytopiorum та Colchicum baytopiorum. Була одружена з колегою-ботаніком Турханом Бейтопом.